# Квінт Цецилій Метелл Македонський
Квінт Цецилій Метелл Македонський (188–115 роки до н. е.) — політичний, державний та військовий діяч Римської республіки, консул 143 року до н. е.

## Життєпис
Походив з роду нобілів Цециліїв. Син Квінта Цецилія Метелла, консула 206 року до н. е. 
У 168 році до н. е. був легатом в армії Луція Емілія Павла під час Третьої Македонської війни. Був одним з посланців до сенату із звісткою про перемогу під Підною. У 148 році до н. е. Квінт Цецилій став претором і як провінцію отримав Македонію. Тоді вибухнуло повстання Андріска в Македонії, але Метелл незабаром розбив ворогів й захопив самого керівника повстання. Під приводом образи посольства Метелл розпочав війну проти Ахейського союзу. На початку 146 року до н. е. розбив стратега Критолая при Фермопілах, армію аркадіян при Херонеї, захопив Фіви та Мегари. Надалі продовжив війну консул Луцій Муммій. По поверненню до Риму справив тріумф над Македонією й Андріском, отримавши агномен Македонський.
У Римі відновив храми Юпітера Статора, Юнони Регіни. Двічі програв консульські вибори, а отримав цю посаду у 143 році до н. е., коли його було обрано разом з Аппієм Клавдієм Пульхром. Отримав у проконсульство Ближню Іспанію, де воював з кельтіберами, захопив місто Контребію. У 139 році до н. е. обраний до колегії авгурів. У 136 році до н. е. знову вирушив до Іспанії як легат консула Луція Фурія Філа.
У 133 році до н. е. разом з Гнеєм Сервілієм Цепіоном придушив повстання рабів у Мінтурнах та Сінуесі. У 131 році до н. е. обраний цензором разом з Квінтом Помпеєм. Намагався призупинити зростання безшлюбності у римському суспільстві. Надалі виступив проти реформ Тіберія Гракха, а згодом взяв участь у придушенні руху Гая Гракха.

## Родина
- Квінт Цецилій Метелл Балеарік, консул 123 року до н. е.
- Луцій Цецилій Метелл Діадемат, консул 117 року до н. е.
- Марк Цецилій Метелл, консул 115 року до н. е.
- Цецилія Метелла, дружина Гая Сервілія Ватії, претора 114 року до н. е.
- Гай Цецилій Метелл Капрарій, консул 113 року до н. е.
- Цецилія Метелла, дружина Публія Корнелія Сципіона Назіки, консула 111 року до н. е.
- Цецилія Метелла.